# Мансуе
Мансуѐ (на италиански: Mansuè) е малко градче и община в Северна Италия, провинция Тревизо, регион Венето. Разположено е на 13 m надморска височина. Населението на общината е 4989 души (към 2010 г.).